# Федерација
Федерација или савезна држава облик је државног уређења и односи се на такву структуру државе где више држава пристаје да део свог суверенитета пренесе на нову државну творевину. Свака од тих држава чланица има неки облик самоуправе, али постоји центар који има део, али најзначајнијих функција државе. Сједињене Америчке Државе су пример федерације. Иако свака од 50 држава има своју самоуправу (на пример бира гувернера), Вашингтон има највећу моћ (из њега се управља остатком државе). Има много примера федерација у свету и неке од њих су: Сједињене Америчке Државе, Русија, Мексико, Аустралија, Швајцарска и друге. Босна и Херцеговина је у јединственој позицији у свету, наиме, то је једина држава која у својој структури има републику и федерацију (свака са својом посебном администрацијом), али и владу на државном нивоу.
Држава у којој не постоји подела на територијалне јединице се зове унитарна држава, док облик уређења где државе чланице имају слабе везе јесте конфедерација.

## Федерације и други облици државе

### Федерације
Компоненте државе су у извесном смислу суверене, утолико што су за њих резервисана одређена овлашћења која не може да врши централна влада. Међутим, федерација је више од пуког лабавог савеза независних држава. Државе које су састављене у федерацији обично немају никаква овлашћења у погледу спољне политике и стога немају независан статус према међународном праву. Међутим, Немачке државе имају ту моћ, која почиње да се примењује на европском нивоу.

### Конфедерација
Конфедерација је, у модерном политичком смислу, обично ограничена на трајну унију суверених држава ради заједничког деловања у односу на друге државе. Најближи ентитет на свету конфедерацији у овом тренутку је Европска унија. Иако је реч конфедерација званично коришћена када је канадски федерални систем успостављен 1867. године, термин се односи само на процес, а не на државу која је настала пошто канадске провинције нису суверене и не тврде да јесу. У случају Швајцарске, док је земља још увек званично позната као Швајцарска Конфедерација, ово је сада погрешан назив пошто су швајцарски кантони изгубили свој суверени статус 1848. године.
У Белгији је, међутим, у току супротан покрет. Белгија је основана као централизована држава, по француском моделу, али је постепено реформисана у савезну државу узастопним уставним реформама током 1970-их. Штавише, иако се номинално назива федералном државом, структура земље већ има низ конфедеративних особина. Тренутно постоји растући покрет за трансформацију постојеће савезне државе у лабавију конфедерацију са две или три конститутивне државе и/или два посебна региона.

### Поређење са другим системима аутономије

#### Федераси
Федераси је унитарна држава која укључује једну или више самоуправних аутономних области, при чему једна или више конститутивних јединица уживају знатно више независности од већине других јединица. Од федерације се разликује по томе што је уставна структура државе и даље унитарна, али укључује федералистичке принципе. Неке федерасије, посебно Оландска, основане су међународним уговорима.

#### Деволуција
Федерација се разликује од децентрализованих држава, као што су Индонезија и Уједињено Краљевство, јер, у децентрализованој држави, централна влада може опозвати независност подјединица (Шкотски парламент, Сенед и Скупштина Северне Ирске у случају УК ) без промене устава. У неким случајевима, као што су аутономне заједнице Шпаније, деволуција је довела до федерације само по имену, или „федерације без федерализма“.

### Де фактофедерације
Разлика између федерације и унитарне државе често је прилично двосмислена. Унитарна држава по структури може веома личити на федерацију и, иако централна влада може имати теоријско право да укине аутономију самоуправног региона, може јој бити политички тешко да то учини у пракси. Самоуправни региони неких унитарних држава такође често уживају већу аутономију од региона неких федерација. Из ових разлога, понекад се тврди да су неке модерне унитарне државе де факто федерације.
Де факто федерације или квази-федерације се често називају „регионалним државама“.

#### Шпанија
Шпанија се предлаже као једна могућа де факто федерација јер даје више самоуправе својим аутономним заједницама него што су задржали конститутивни ентитети већине федерација. Да шпански парламент укине аутономију региона као што су Галиција, Каталонија или Баскија било би политички скоро немогуће, иако то законски ништа не спречава. Шпански парламент је, међутим, суспендовао аутономију Каталоније као одговор на Каталонску декларацију о независности, уочи каталонских избора 2017. године. Поред тога, неке аутономије као што су Навара или Баскија имају пуну контролу над опорезивањем и потрошњом, преносећи плаћање централној влади за заједничке услуге (војска, спољни односи, макроекономска политика). На пример, научник Енрике Гилен Лопез расправља о „федералној природи шпанске владе (тренд који готово нико не пориче).“ Свака аутономна заједница је регулисана Статутом аутономије (Estatuto de Autonomía) према Шпанском уставу из 1978. године.

#### Јужна Африка
Иако Јужна Африка има неке елементе федералног система, као што је додела одређених овлашћења провинцијама, она је ипак уставно и функционално унитарна држава.

#### Европска унија
Европска унија (ЕУ) је sui generis политичка унија или конфедерација (сакуп друштава или асоцијација две или више држава у једну државу). Роберт Шуман, иницијатор система Европске заједнице, написао је да се транснационална заједница попут оснивања Европске заједнице за угаљ и челик налази на пола пута између асоцијације држава у којој су задржале потпуну независност и федерације која води ка фузији држава у супердржаву. Очеви оснивачи Европске уније написали су Европску декларацију (Повеља Заједнице) у време потписивања Париског уговора 18. априла 1951. у којој су рекли да Европа треба да буде организована на транснационалној основи. Они су предвидели структуру сасвим другачију од федерације која се зове Европска политичка заједница.
ЕУ је структура од три стуба првобитне наднационалне Европске економске заједнице и споразума о неширењу нуклеарног оружја, Еуратом, плус два углавном међувладина стуба која се баве спољним пословима и правосуђем и унутрашњим пословима. ЕУ стога није де јуре федерација, иако неки академски посматрачи закључују да након 50 година институционалне еволуције од Римских уговора она то постаје. Европска унија поседује атрибуте федералне државе. Међутим, њена централна влада је далеко слабија од владе већине федерација, а поједине чланице су суверене државе према међународном праву, тако да се обично карактерише као облик наднационалне уније без преседана. ЕУ има одговорност за важне области као што су трговина, монетарна унија, пољопривреда, рибарство.
Потписивањем овог Уговора, Стране учеснице доказују своју одлучност да створе прву наднационалну институцију и да тиме постављају праве темеље уређене Европе. Ова Европа остаје отворена за све нације. Дубоко се надамо да ће нам се и друге нације придружити у нашем заједничком подухвату.— Европска декларација, коју су потписали Конрад Аденауер (Западна Немачка), Пол ван Зеланд, Џозеф Мерис (Белгија), Роберт Шуман (Француска), гроф Сфорца (Италија), Џозеф Бех (Луксембург) и Дирк Стикер, Ј. Р. М. ван ден Бринк (Холандија).
Европа је зацртала свој бренд уставног федерализма.— Европски конституционализам изван државе. Уредио Marlene Wind (Cambridge University Press, 2003) page 23, Џосеф Х. Х. Вејлер
Они којима је непријатно да користе реч „Ф” у контексту ЕУ, требало би слободно да га називају квазифедералним системом или системом налик на федерални. Ипак, за потребе ове анализе, ЕУ има неопходне атрибуте федералног система. Запањујуће је да, док се многи научници ЕУ и даље опиру да је анализирају као федерацију, већина савремених студената федерализма на ЕУ гледа као на федерални систем. (Види, на пример, Bednar, Filippov et al., McKay, Kelemen, Defigueido and Weingast)Р. Даниел Келемен
Изнијансиранији став дао је немачки уставни суд. Овде је ЕУ дефинисана као „асоцијација суверених националних држава (Staatenverbund)'. Са овим ставом, Европска унија више личи на конфедерацију.

#### Народна Република Кина
Уставом, власт која се даје посебним административним областима Народне Републике даје Централна народна влада, одлуком Народног конгреса. Међутим, било је извесних углавном неформалних давања овлаштења провинцијама, за управљање економским пословима и спровођење националне политике, што је резултирало системом који су неки назвали федерализмом „са кинеским карактеристикама“.